# لادن (اسم)
لادن هو اسم علم مذكر من أصل عربي، ومعناه هو من اللدانة وهي الليونة، والمعنى الملين المنعم، اسم فاعل.

## وصلات خارجية
- موسوعة السلطان قابوس لأسماء العرب نسخة محفوظة 5 أبريل 2019 على موقع واي باك مشين.